# 덴노지 동물원

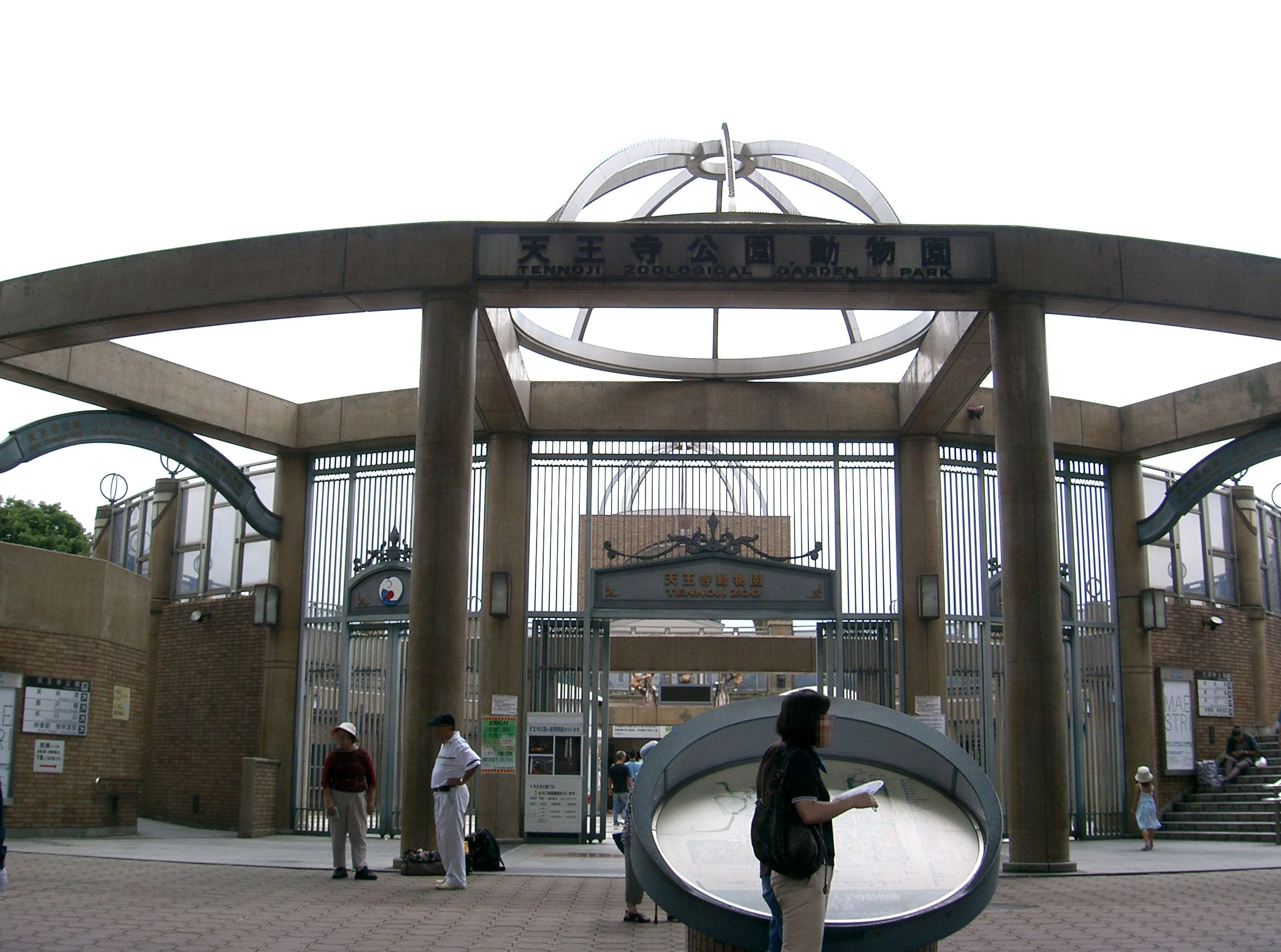
덴노지 동물원

덴노지 동물원(일본어: 天王寺動物園 덴노지도부쓰엔[*])는 일본 오사카부 오사카시 덴노지구에 위치한 동물원이다. 덴노지 공원 내에 위치하고 있다.